# Osun
Osun er en delstat i den sydvestlige del af Nigeria. Den blev oprettet i 1991 efter tidligere at have været en del af delstaten Oyo. De fleste af delstatens godt 3,4 millioner indbyggere tilhører yorubafolket.
Landskabet er højest mod nord, hvor Yorubabjergene løber gennem delstaten, og bliver gradvis lavere mod syd . Floden Osun, som delstaten har navn efter, løber fra nord mod syd . Delstaten består for en stor del af tropisk regnskov.
Landbrug er vigtigste erhverv, og de vigtigste produkter er yams, kassava, majs, bønner, hirse, kakao, palmeolie, palmekærner og frugt. Af industrier der tekstil-, levnedsmiddel- og stålindustri, som i høj grad er koncentreret til hovedstaden Osogbo. Her findes også en del håndværksindustri, bland andet produktion af messing- og træarbejder samt textiler.
Ved byen Osogbo ligger verdensarvsstedet Den hellige lund i Ọṣun-Oṣogbo, der er et helligt skovområde ved bredden af Oshunfloden.

## Eksterne kilder og henvisninger
1. ↑  National Bureau of Statistics, Nigeria, provisorisk resultat fra folketællingen 21. marts 2006.
2. 1 2 3 4 5 6  Ogun på Store norske leksikon (hentet 9 november 2010)

- Delstatens officielle websted

7°30′N 4°30′Ø / 7.500°N 4.500°Ø